# Марко Барбаріго
Марко Барбаріго (італ. Marco Barbarigo) (Венеція, 1413 — Венеція, 14 серпня 1486) — 73-й венеційський дож, обраний на посаду 1485 року.

## Життєпис
Належав до давнього патриціанського й одного з найзаможніших родів з Муджи, відомого з IX ст. Марко Барбаріго був сином Франческо Барбаріго з гілки Санта-Марія Дзобеніго, прокуратора Святого Марка, і Кассандри Морозіні. Мало що відомо з його життя, але достовірно те, що в нього було три брати, серед яких Агостіно Барбаріго, який став дожем відразу після смерті брата. Марко одружився з Лючією Руцціні, яка народила дев'ятьох дітей (п'ять синів і чотири доньки). 
Йому вдалося зробити неабияку кар'єру у венеційському уряді. Був радником дожів, згодом співголовою Ради десяти. Також відомо те, що з 1445 року він перебував у Лондоні, а з 1449 року вже був венеційським консулом у Англії. Його здібності й працелюбність допомагали йому вирішувати складні проблеми. 
19 листопада 1485 року, його було обрано дожем.
У період його правління, шостого у списку найкоротших в історії Венеції, припинилася чума, що спалахнула у місті під час правління його попередника, Джованні Моченіго, який через неї й вмер. Під час тих місяців, поки Марко залишався на чолі венеційського уряду, у місті нічого особливого не відбулося. Намагався дотримуватися мирних стосунків із сусідами.
14 серпня 1486 року, за переказами, Марко посварився із своїм братом Агостіно біля сенату та невдовзі вмер від надлишку горя у віці 73 років. За іншими джерелами, причиною була сварка між шляхтичами, які належали до партій гвельфів і гібелінів, але, враховуючи дати та кінець кривавих заворушень між ними, що відбувалися в Італії у добу Середньовіччя, це припущення малоймовірне.
Марко Барбаріго був похований у церкві Санта-Марія дела Каріта, як і його брат Агостіно. Але його склеп, виконаний архітектором Мауро Кодуччі, був майже повністю зруйнований військами Наполеона.

## У популярній культурі
Марко Барбаріго з'являється у комп'ютерній грі Assassin's Creed II як антагоніст та одна з цілей асасина Еціо Аудіторе да Фіренце. Асасин вбиває його за допомогою прихованого пістолета під час карнавалу.